# Johann Lukas Schönlein
Johann Lukas Schönlein (30 de Novembro de 1793 - 23 de Janeiro de 1864) foi um professor alemão de medicina nascido em Bamberg. Estudou medicina em Landshut, Jena, Göttingen, e Würzburg. Após lecionar em Würzburg e Zurique, foi chamado a Berlim (1839), onde ensinou patologia. 
Serviu como médico de Frederico Guilherme IV.